# Equetus

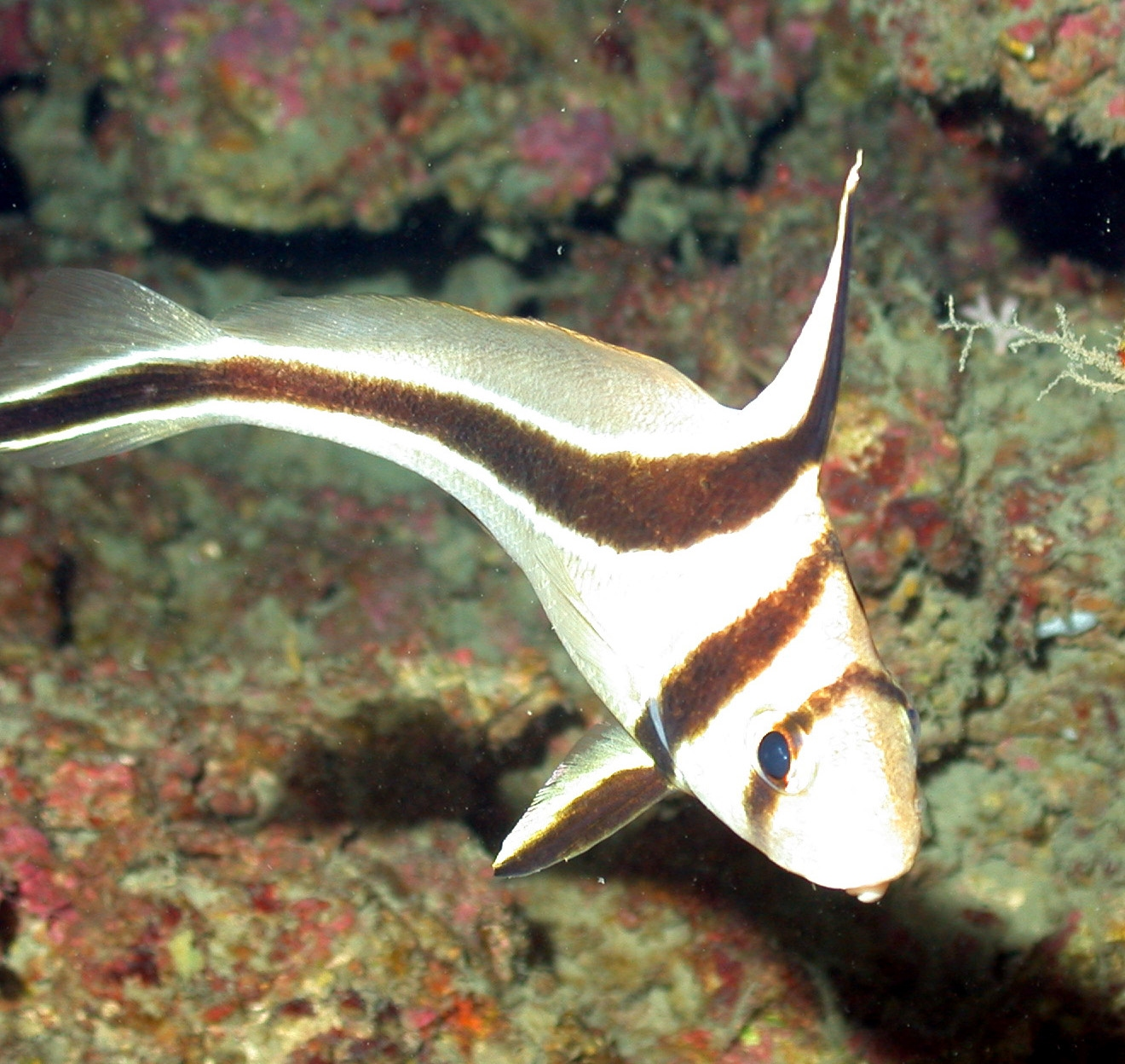
Equetus punctatus

Equetus – rodzaj ryb okoniokształtnych z rodziny kulbinowatych. Żyją wśród raf koralowych. Od pozostałych kulbinowatych odróżniają się kontrastowym ubarwieniem.

## Klasyfikacja
Gatunki zaliczane do tego rodzaju:
- Equetus lanceolatus - huzarek karaibski[potrzebny przypis]
- Equetus punctatus

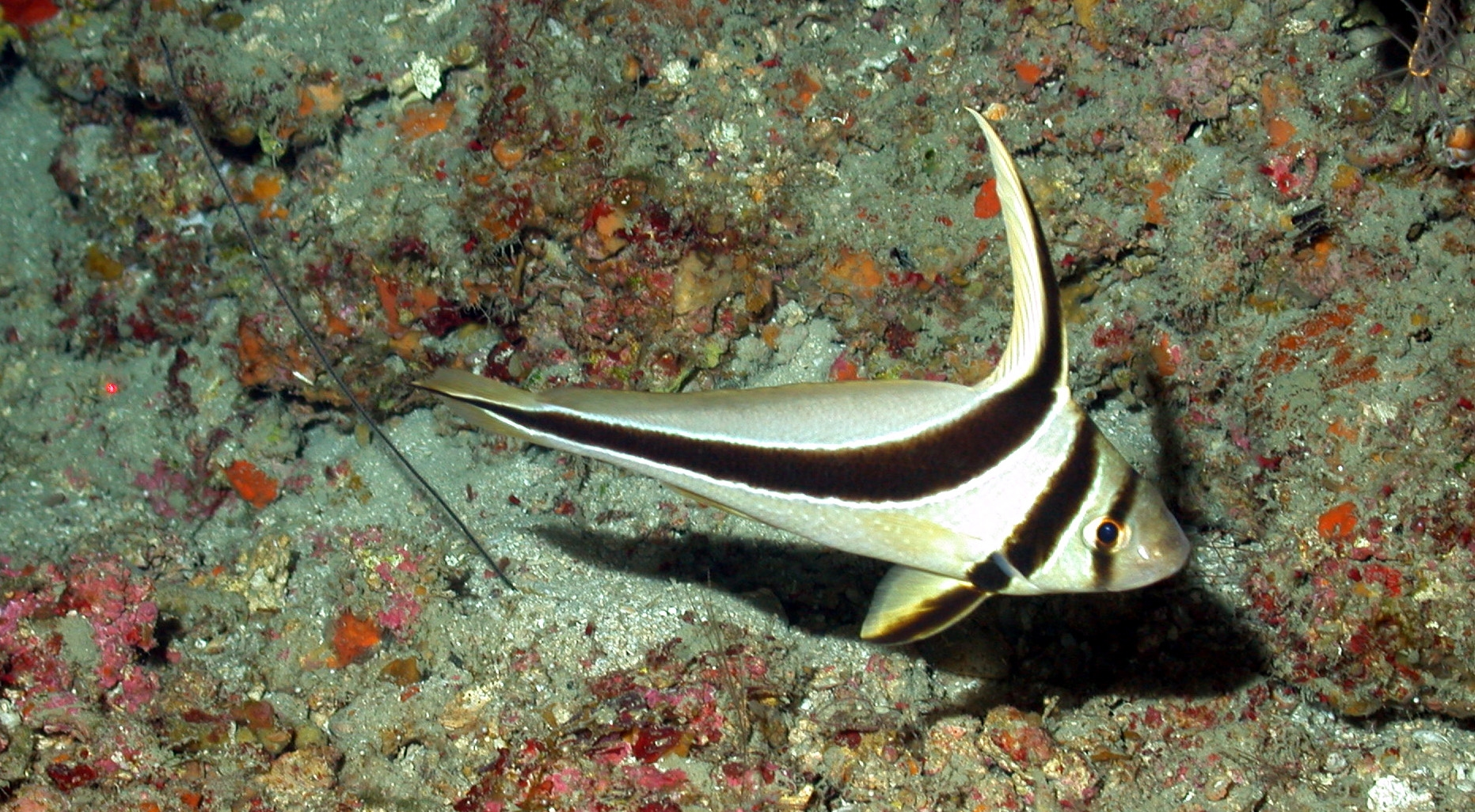
Equetus lanceolatus